# Qinhuangdao
Qinhuangdao (forenklet kinesisk: 秦皇岛; traditionel kinesisk: 秦皇島; pinyin: Qínhuángdǎo; Wade-Giles: Ch'ín-huáng-tǎo) er en kinesisk storby og havneby i provinsen Hebei ved Kinas kyst til Bohai-bugten i det Gule Hav. Byen ligger øst for Beijing og nordøst for Tianjin. Den er en by på præfekturniveau. Befolkningen i selve det bymæssige område anslås (2004) til 707.000, mens hele præfekturet har 2,7 millioner indbyggere og et areal på 7,812.4 km2. 

## Administrative enheder
Bypræfekturet Qinhuangdao har jurisdiktion over 3 distrikter (区 qū), 3 amter (县 xiàn) og et autonomt fylke (自治县 zìzhìxiàn).
| Kort                  | Kort                      | Kort            | Kort                     | Kort                   | Kort        | Kort               |
| --------------------- | ------------------------- | --------------- | ------------------------ | ---------------------- | ----------- | ------------------ |
| Kort over Qinhuangdao |                           |                 |                          |                        |             |                    |
| #                     | Navn                      | Hanzi           | Pinyin                   | Befolkning (2004 est.) | Areal (km²) | Tæthed (indb./km²) |
| Distrikter            |                           |                 |                          |                        |             |                    |
| 1                     | Haigang                   | 海港区          | Hǎigǎng Qū               | 550 000                | 121         | 4 545              |
| 2                     | Shanhaiguan               | 山海关区        | Shānhǎiguān Qū           | 140 000                | 192         | 729                |
| 3                     | Beidaihe                  | 北戴河区        | Běidàihé Qū              | 70 000                 | 70          | 1 000              |
| Amter                 |                           |                 |                          |                        |             |                    |
| 4                     | Changli                   | 昌黎县          | Chānglí Xiàn             | 550 000                | 1 184       | 465                |
| 5                     | Funing                    | 抚宁县          | Fǔníng Xiàn              | 520 000                | 1 646       | 316                |
| 6                     | Lulong                    | 卢龙县          | Lúlóng Xiàn              | 420 000                | 945         | 444                |
| Autonomt amt          |                           |                 |                          |                        |             |                    |
| 7                     | Qinglong (For mandsjuene) | 青龙满族 自治县 | Qīnglóng Mǎnzú Zìzhìxiàn | 520 000                | 3 309       | 157                |

## Historie
Bynavnet betyder ordret «Qin-kejserens ø», og har sin baggrund i en af kejserne under Qin-dynastiet (221-206 f.Kr.) som kom til dette området i håb om å finne piller som efter sigende skulle sikre ham et langt liv. Fra at være en lille fiskerlandsby har byen vokset til en af det nordlige Kinas største havnebyer, med bl.a. en vigtig oliehavn. 
Havnen blev åbnet for udenlandsfart i 1898. Byen er også blevet kraftig industrialiseret, og den medfølgende forurening af strandene har lagt en dæmper på den betydelige badeturisme som også udviklede sig i 1900-tallet. 
Badebyen Beidaihe ligger i bypræfekturet Qinhuangdao.

## Trafik
Qinhuangdao er stoppested på den vigtige jernbaneline Jinghabanen med rute fra Beijing til Harbin via blandt andet Tianjin, Tangshan, Shenyang og Changchun. 
Kinas rigsvej 102 passerer gennem området. Den begynder i Beijing og fører gennem provinserne Hebei, Liaoning, Jilin og Heilongjiang. Den passerer byerne Qinhuangdao, Shenyang og Changchun undervejs til Harbin.
Kinas rigsvej 205 passerer gennem området. Den begynder i Shanhaiguan og ender mod syd i Shenzhen i provinsen Guangdong. Undervejs passerer den blandt andet Tangshan, Tianjin, Zibo, Huai'an, Nanjing, Wuhu, Sanming, Heyuan og Huizhou.
39°56′23″N 119°35′17″Ø / 39.93978°N 119.58812°Ø